# Tomohisa Yamashita
Tomohisa Yamashita (山下 智久, Yamashita Tomohisa) (Funabashi (Chiba), 9 april 1985), ook bekend als Yamapi of YamaP, is een Japans idool, acteur, zanger en televisiepresentator.

## Biografie en carrière
Yamashita werd geboren als Tomohisa Aoki, maar nadat zijn ouders waren gescheiden nam hij de achternaam van zijn moeder aan. Op elfjarige leeftijd werd hij uitgenodigd door talentenbureau Johnny & Associates om als achtergronddanser te komen optreden. Zijn populariteit groeide en hij werd lid van Johnny's Junior, een dansgroep die optrad voor muziekshows.
In 2004 werd Yamashita een lid van de boyband NEWS. Een jaar later kwam zijn eerste single uit, genaamd "Seishun Amigo". Het nummer is ruim 1,5 miljoen keer verkocht en is tot op heden zijn best verkochte single. In 2006 koos Yamashita voor een solocarrière. Zijn debuutalbum kwam uit in 2011.
Zijn doorbraak als acteur kwam in 2006 met een hoofdrol in de film Kurosagi. Er kwam in 2008 een vervolg genaamd Eiga: Kurosagi. Zijn single voor deze film genaamd "Daite Señorita" werd een succes en verkocht ruim 800.000 keer. Yamashita speelt eveneens een hoofdrol in de films Ashita no Joe (2011), Kinkyori Renai (2014) en Code Blue The Movie (2018).

## Discografie

### Studioalbums
- Supergood, Superbad (2011)
- Ero (2012)
- A Nude (2013)
- YOU (2014)
- Asobi (2014, ep)
- YAMA-P (2016)
- Unleashed (2018)
- Sweet Vision (2023)

### Singles
- "Daite Señorita" (2006)
- "Loveless" (2009)
- "One in a Million" (2010)
- "Hadakanbo" (2011)
- "I, Texas" (2012)
- "Love Chase" (2012)
- "Ke Sera Sera" (2013)
- "Summer Nude '13" (2013)
- "A Nude" (2013)
- "Asobi" (2014)
- "Reason/Never Lose" (2019)
- "Change" (2019)
- "Nights Cold" (2020)
- "Beautiful World" (2021)
- "Face to Face" (2022)
- "Forever In My Heart" (2022)
- "I See You" (2023)
- "Perfect Storm" (feat. TAEHYUN of TOMORROW X TOGETHER) (2024)

## Filmografie (selectie)
- Shinrei Safaa no Shi (1998)
- Ikebukuro West Gate Park (2000)
- Long Love Letter (2002)
- Stand Up!! (2003)
- Kurosagi (2006, hoofdrol)
- Proposal Daisakusen (2007)
- Ashita no Joe (2011, hoofdrol)
- Kinkyori Renai (2014, hoofdrol)
- Terra Formars (2016)
- Code Blue The Movie (2018, hoofdrol)
- The head (2020, hoofdrol)
- The Man from Toronto (2021)
- Tokyo Vice (2022, televisieserie)